# Forderungsklassen (Schweiz)
Das  Schweizer Schuldbetreibungs- und Konkursrecht (SchKG) sieht unter Art. 219 drei verschiedene Forderungsklassen (Rangordnung der Gläubiger) vor. Diese haben Bedeutung bei 
Pfändungen durch das Betreibungsamt, bei Konkursen sowie bei Schuldensanierungen (Nachlassverfahren). Es gilt der Grundsatz, dass Forderungen der ersten Klasse vorrangig zu befriedigen sind, anschliessend folgt die zweite Klasse.

## Erste Klasse
Beinhaltet Forderungen des Arbeitnehmers (Lohn des Arbeitgebers, Ansprüche aus der Unfallversicherung) und Alimentenansprüche. Alle genannten Forderung jedoch begrenzt auf die letzten 6 Monate (ivor Konkurseröffnung bzw. Eröffnung eines Nachlassverfahrens). Ältere Forderungen verlieren das Privileg der ersten Klasse und werden der dritten Klasse zugeteilt.

## Zweite Klasse
Beinhaltet vor allem Forderungen der Krankenkasse (Prämien und Leistungsabrechnungen) gegenüber dem Versicherten sowie Beitragsforderungen der AHV/IV gegenüber dem Arbeitgeber.

## Dritte Klasse
Umfasst alle "gewöhnlichen" Forderungen, die nicht den tieferen beiden Klassen zugeordnet werden. 

## Bedeutung in der Schuldensanierung
Forderungen der ersten und zweiten Klasse sind in der Regel immer vollständig zu befriedigen, es sei der Gläubiger verzichtet (teilweise) auf sein Privileg.

## Weiterführende Links
- LexWiki
- Bundesgesetz über Schuldbetreibung und Konkurs